# StarCraft II: Heart of the Swarm
StarCraft II: Heart of the Swarm (рус. Звёздное ремесло II: Сердце Роя) — первое дополнение к компьютерной игре в жанре стратегии в реальном времени StarCraft II: Wings of Liberty, вторая часть трилогии StarCraft II.
Дополнение включает в себя, помимо продолжения однопользовательской кампании (за Зергов), дополнительные боевые единицы и изменения в многопользовательской игре по сравнению с Wings of Liberty. В дополнение вошли 27 миссий (20 сюжетных и 7 эволюций юнитов). Стоит дополнение как полноценная игра и выпущено 12 марта 2013 года, как и было объявлено.

## Особенности и новшества
Новая кампания в игре состоит из 27 миссий, связанных сюжетной линией. Главный действующим героем становится Сара Керриган, Королева Клинков зергов, участвующая почти в каждой миссии (в противопоставлении кампании терранов, где герои появлялись лишь изредка). Она набирает опыт по мере прохождения миссий и получает новые способности, что в значительной мере влияет на ход сражений.
Для каждой расы было введено несколько новых юнитов с уникальными способностями. Появились новые пейзажи для карт: ледяные пустоши, большие космические станции протоссов, города терранов и многое другое. На многих картах появились разрушаемые объекты, которые можно использовать во время сражений в тактических целях и блокировать определённые участки карты.
В сетевом режиме есть возможность создавать группы и кланы. Такая функция позволяет тренироваться в сражениях с товарищами, набирать рейтинг и общаться в дополнительно выделенном чате. В сетевом геймплее был снят ряд ограничений со всех рас, способности многих юнитов были расширены. Зергам больше не нужно развитие до логова, чтобы разработать закапывание, гидралиски получили усовершенствование скорости, муталиски быстрее восстанавливают здоровье. Часовым протоссов не нужно изучать технологию иллюзий — она дается сразу, призмы летают значительно быстрей, излучатели пустоты разогревают луч мгновенно по команде. Больше всего ограничений было снято с терранов — головорезы теперь не нуждаются в усовершенствовании скорости и для их производства не нужна пристроенная лаборатория, танки более не нуждаются в апгрейде режима осады, «Ворон» по умолчанию имеет ракеты «Гончая», «Тор» получил большую дальность стрельбы по воздушным целям, апгрейды атаки и брони ранее раздельные для воздушных и наземных войск были объединены.

## Сюжет
Пролог кампании начинается спустя три недели после оккупации Доминионом Чара и окончания Второй Галактической войны на секретной базе Умоджанского протектората, куда принц Валериан Менгск и Рейнор привозят Сару Керриган. Над ней проводят тесты, пытаясь определить, как много осталось от Королевы Клинков. Вскоре Рейнор решает, что тестов достаточно и собирается забрать Сару с собой. Но за час до отлёта, армия Менгска обнаруживает базу и начинает штурм, убивая всех на своем пути в попытках захватить Сару Керриган. Валериану удается эвакуировать выживших на «Гиперион». Рейнор и Керриган добираются до космопорта, однако оказываются разделены рухнувшим мостом. Джим уговаривает Сару улететь одной, обещая, что Валериан его заберёт. Но когда Керриган вернулась на «Гиперион», чтобы встретиться с Джимом, принц признается, что силы Доминиона слишком велики и вовремя забрать они его не смогут. В это время Рейнора арестовывает Нова.
В ходе опытов на базе Сара не раз управляла ульем зергов. Поэтому, веря, что Джим сумеет выбраться к точке сбора, она берёт под контроль стаю, чтобы уничтожить орбитальную пушку Доминиона. Мать стаи признаёт в ней Королеву Клинков и спрашивает о дальнейших планах, на что Керриган говорит, что больше они ей не понадобятся. После уничтожения отрядов Доминиона, Сара летит в точку сбора. Там ожидая любимого, она ловит обращение императора Менгска к народу, в котором говорится, что террорист Джеймс Рейнор убит. Эта новость приводит Керриган в ярость и загоревшись искренним желанием отомстить, она уводит корабль на территорию зергов в поисках Левиафана.
Она находит Левиафан и становится во главе его. Здесь она получает вводные данные о текущем состоянии Роя от своего старого «адъютанта» Изши. Сара узнает, что территория зергов находится на военном положении Доминиона, а столица — Чар — теперь принадлежит Горацию Ворфилду и его гарнизону. Поняв, что с одним Левиафаном она не достигнет желаемого, Керриган решает возродить Рой. Сделать это возможно лишь после того, как все Матери стай, такие как Загара, признают её своей Королевой. Она начинает путешествовать в поисках разрозненных стай, находящихся под контролем разных Матерей. Собирая стаи и пребывая в ярости, она опустошает несколько планет, в том числе и Чар, изгнав оттуда войска Доминиона и убив генерала Ворфилда, но позволив раненым терранам эвакуироваться.
Внезапно её посещает Зератул. Он сообщает Саре о гибридах и рассказывает правду о происхождении зергов. Керриган, впрочем, это не интересует: её цель одна — отомстить Менгску. Однако Зератул уверяет, что это будет для неё выгодно. Керриган соглашается, что должна стать сильнее, а значит вновь принять обличье Королевы Клинков для полного подчинения Роя себе. Эта возможность предоставляется ей на планете изначальных зергов — Зерусе, где она находит Омут Перворождения. Она заходит в него и через некоторое время полностью перевоплощается в Истинную Королеву Клинков. Также на Зерусе, Керриган узнаёт, что много лет назад Падший Зел-Нага по имени Амун сделал зергов такими, какими являются сейчас — враждебный рой, ведомый единой волей. По мере того, как её стая крепнет, Сара получает новые псионные способности, совершенствует свои войска, а также находит новых союзников, таких как вожак изначальных зергов Дехака, собирающий эссенцию для выживания.
В это время на её Левиафан доставляют множество терранских передатчиков. Голограмма Арктура Менгска сообщает Керриган, что Рейнор жив, но если она будет вести активные действия против Доминиона, то с Джимом будет покончено. Недолго думая, Сара связывается с «Гиперионом» и просит Хорнера и Валериана помочь ей выследить местоположение Рейнора. Вскоре поступает информация, что тюремный корабль, перевозящий Джима, ненадолго задержится у станции «Атлас» для дозаправки. С боем прорвавшись через защищённые отсеки корабля, Керриган освобождает пленника. Придя в ужас от того, что она снова стала Королевой Клинков, Рейнор злобно отчитывает Сару за бессмысленность содеянного и уходит.
Вскоре после этого на контакт с Керриган выходит заражённый терран Алексей Стуков, бывший вице-адмирал Объединённого Земного Директората, считавшийся убитым на Браксисе. Заручившись его поддержкой, Керриган саботирует секретную лабораторию Доминиона, где доктор Эмиль Наруд (Самир Дюран из StarCraft: Brood War), слуга Амуна, пытавший Алексея и ставивший на нём эксперименты, занимается производством гибридов протоссов и зергов. В смертельной схватке, с помощью Стукова, Керриган убивает Наруда.
Когда весь Рой переходит под командование Керриган, она отправляется на столицу Доминиона — Корхал. При поддержке Рейдеров Рейнора, прибывших на «Гиперионе», Единый Рой идёт на штурм дворца Менгска в Августграде. Успешно нейтрализовав оборону дворца, Керриган идёт на «личную аудиенцию с императором». После короткого «разговора», Менгск активирует выкраденный им у Рейнора артефакт Зел-Нага, который причиняет Саре невыносимую боль. Керриган начинает все осознавать — именно Менгск подстроил ситуацию на Тарсонисе, из-за которой она и её солдаты были захвачены зергами, именно он спланировал уничтожение целой планеты, чтобы отомстить Саре за отца. Вовремя подоспевший Джим обезоруживает Менгска, предоставляя Керриган возможность удовлетворить жажду мести.
После короткого взрыва, главные герои обозревают разрушенную столицу поверженного Доминиона. Из краткого диалога ясно, что Рейнор не испытывает к ней неприязни и по-прежнему любит её. Свершившая свою долгожданную месть, Королева Клинков во главе Единого Роя покидает Корхал. Теперь её основная цель — Амун, Падший Зел-Нага. Близится война, которая решит судьбу как сектора Копрулу, так и всей галактики в целом.

## Критика
| Сводный рейтинг       | Сводный рейтинг               |
| Агрегатор             | Оценка                        |
| --------------------- | ----------------------------- |
| GameRankings          | 86,39 %                       |
| Metacritic            | 86/100 (PC)                   |
| Иноязычные издания    |                               |
| Издание               | Оценка                        |
| Edge                  | 90/100                        |
| Eurogamer             | 9/10                          |
| Game Informer         | 8,75/10                       |
| GamesRadar+           | 4,5/5                         |
| IGN                   | 8,6/10                        |
| Joystiq               | 4/5                           |
| PC Gamer (UK)         | 91 %                          |
| VideoGamer            | 9/10                          |
| Русскоязычные издания |                               |
| Издание               | Оценка                        |
| Absolute Games        | 95 %                          |
| «Игромания»           | 8,5/10 (сайт) 8,5/10 (журнал) |

Игра заняла второе место в номинации «Стратегия года» (2013) журнала «Игромания».